# Paul-Gerhard Klumbies

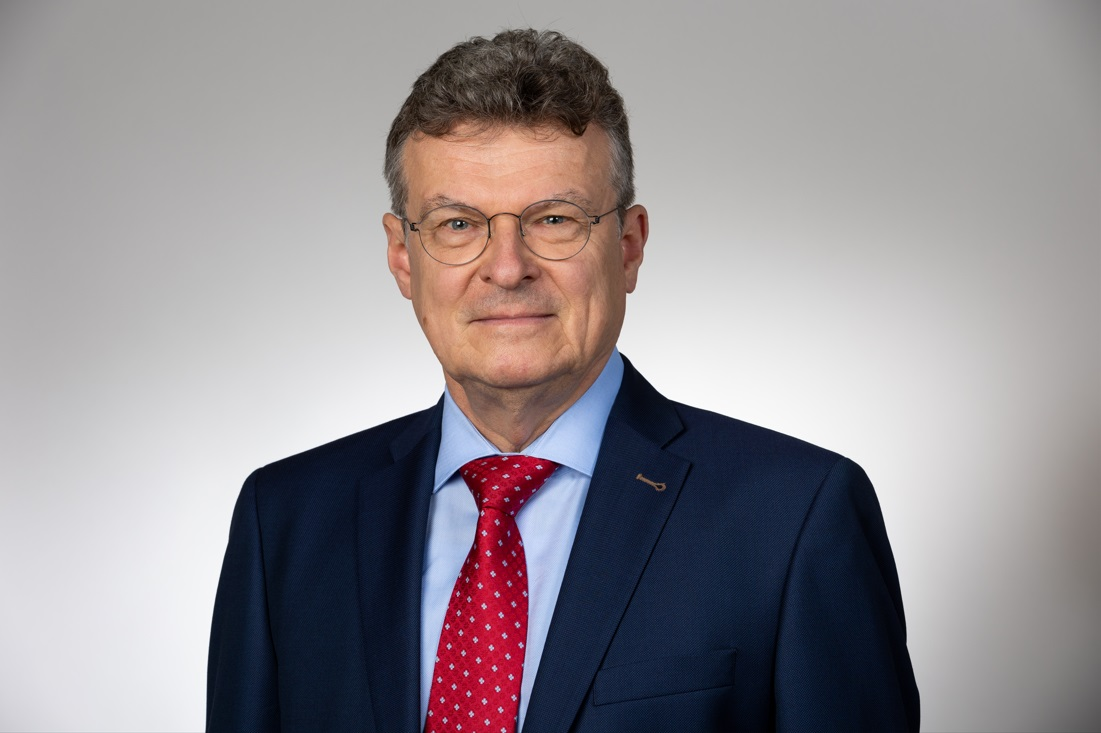
Paul-Gerhard Klumbies (2023)

Paul-Gerhard Klumbies (* 14. August 1957 in Bad Pyrmont) ist ein deutscher evangelischer Theologe (Neutestamentler).

## Leben
Klumbies studierte ab dem Jahre 1976 evangelische Theologie in Bethel, Erlangen, Hamburg und Münster. Seine theologischen Examina legte er in den Jahren 1982 bzw. 1984 bei der Lippischen Landeskirche in Detmold ab. Von 1984 bis 1988 war er wissenschaftlicher Assistent im Fach Neues Testament an der Kirchlichen Hochschule Bethel, wo er 1988 auch zum Dr. theol. promoviert wurde. Von 1988 bis 1993 war er Pfarrvikar und Gemeindepfarrer in Bad Salzuflen. Von 1993 bis 2004 war er Professor für Evangelische Theologie mit den Schwerpunkten Neues Testament und Diakoniewissenschaft an der Evangelischen Fachhochschule Freiburg. Im Jahr 2000 habilitierte er sich im Fach Neues Testament am Fachbereich Evangelische Theologie der Universität Hamburg. Von 2004 bis 2024 war er Professor für Biblische Wissenschaften unter besonderer Berücksichtigung des Neuen Testaments an der Universität Kassel.

## Publikationen (Auswahl)

### Eigene Werke
- Die Rede von Gott bei Paulus in ihrem zeitgeschichtlichen Kontext (= Forschungen zur Religion und Literatur des Alten und Neuen Testaments 155). Vandenhoeck & Ruprecht, Göttingen 1992 ISBN 3-525-53836-7.
- Diakonie und moderne Lebenswelt. Neutestamentliche Perspektiven. Evangelischer Presseverband für Baden, Karlsruhe 1998, ISBN 3-87210-362-8.
- Studien zur paulinischen Theologie (= Schriftenreihe der Evangelischen Fachhochschule Freiburg Band 8). LIT, Münster 1999, ISBN 3-8258-4415-3.
- Der Mythos bei Markus (= Beihefte zur Zeitschrift für die neutestamentliche Wissenschaft und die Kunde der älteren Kirche 108). de Gruyter, Berlin/New York 2001, ISBN 3-11-017120-1.
- Von der Hinrichtung zur Himmelfahrt. Der Schluss der Jesuserzählung nach Markus und Lukas (= Biblisch-Theologische Studien 114). Neukirchener, Neukirchen-Vluyn 2010, ISBN 3-7887-2460-9.
- Herkunft und Horizont der Theologie des Neuen Testaments. Mohr Siebeck, Tübingen 2015, ISBN 3-16-153160-4.
- Das Markusevangelium als Erzählung (= Wissenschaftliche Untersuchungen zum Neuen Testament 408). Mohr Siebeck, Tübingen 2018, ISBN 978-3-16-156278-5.
- Neutestamentliche Debatten von 1900 bis zur Gegenwart. Mohr Siebeck, Tübingen 2022, ISBN 978-3-16-161535-1.[1]
- Theologie der synoptischen Evangelien (= Wissenschaftliche Untersuchungen zum Neuen Testament 533). Mohr Siebeck, Tübingen 2024,  ISBN 978-3-16-164084-1.

### Als Herausgeber
- (mit Ingrid Baumgärtner und Franziska Sick:) Raumkonzepte. Disziplinäre Zugänge. V&R unipress, Göttingen 2009, ISBN 978-3-89971-694-8.
- (mit Marianne Leuzinger-Bohleber:) Religion und Fanatismus. Psychoanalytische und theologische Zugänge. Vandenhoeck & Ruprecht, Göttingen 2010, ISBN 3-525-45184-9.
- (mit David S. du Toit:) Paulus – Werk und Wirkung. Festschrift für Andreas Lindemann zum 70. Geburtstag. Mohr Siebeck, Tübingen 2013, ISBN 3-16-152580-9.
- (mit Ilse Müllner:) Bibel und Kultur. Das Buch der Bücher in Literatur, Musik und Film. Evangelische Verlagsanstalt, Leipzig 2016, ISBN 3-374-04419-0.
- Theologie als Lehramtsstudium. Beiträge aus der Sicht Studierender. Kassel University Press, Kassel 2023, ISBN 978-3-7376-1113-8.